# Aleksandr Terentjev
Aleksandr Vasiljevitsj Terentjev (Russisch: Александр Васильевич Терентьев) (Narjan-Mar, 21 mei 1999) is een Russische langlaufer.

## Carrière
Bij zijn wereldbekerdebuut, in januari 2019 in Dresden, scoorde Terentjev direct wereldbekerpunten. In maart 2020 behaalde de Rus in Drammen zijn eerste toptienklassering in een wereldbekerwedstrijd. Op de wereldkampioenschappen langlaufen 2021 in Oberstdorf eindigde hij als veertiende op de sprint. Op 26 november 2021 boekte Terentjev in Kuusamo zijn eerste wereldbekerzege.

## Resultaten

### Wereldkampioenschappen
| Jaar | Plaats     | Resultaten                   |
| ---- | ---------- | ---------------------------- |
| 2021 | Oberstdorf | 14e Sprint (klassieke stijl) |

### Wereldbeker
| Legenda | Legenda            |
| ------- | ------------------ |
| TdS     | Tour de Ski        |
| NO      | Nordic Opening     |
| LT      | Lillehammer Triple |
| RT      | Ruka Triple        |
| WBF     | Wereldbekerfinale  |
| STC     | Ski Tour Canada    |
| ST      | Ski Tour           |

Eindklasseringen
| Seizoen   | Algm | DI  | SP  | TdS |
| --------- | ---- | --- | --- | --- |
| 2018/2019 | 86e  | –   | 44e | –   |
| 2019/2020 | 71e  | –   | 33e | –   |
| 2020/2021 | 31e  | 55e | 9e  | 25e |

Wereldbekerzeges
| Nr. | Datum            | Plaats  | Onderdeel                |
| --- | ---------------- | ------- | ------------------------ |
| 1.  | 26 november 2021 | Kuusamo | Sprint (klassieke stijl) |